# Eisenbahnunfall von Abenheim
Bei dem Eisenbahnunfall von Abenheim wurde am 24. Juli 1954 ein Omnibus an einem unbeschrankten Bahnübergang der Bahnstrecke Worms–Gundheim zwischen Herrnsheim und Abenheim von einem Zug erfasst. 26 Menschen starben.

## Ausgangslage
Die Landstraße von Worms-Herrnsheim nach Worms-Abenheim kreuzte die Stichstrecke etwa 800 m östlich des Bahnhofes Abenheim mit einem nicht-technisch gesicherten Bahnübergang.
Der Bus war im Rahmen eines Betriebsausflugs der Hochheimer Möbelfirma Schramm & Möller mit zwei anderen Bussen an den Eiswoog unterwegs. Die Busse fuhren allerdings nicht im Konvoi, sondern einzeln mit großem Abstand, so dass die Insassen der beiden anderen Busse den Unfall gar nicht mitbekamen. Im Bus saßen neben dem Fahrer 28 Menschen. Der Bus näherte sich dem nicht technisch gesicherten Bahnübergang.
Gleichzeitig fuhr der P 3912 von Gundheim nach Worms auf diesen Bahnübergang zu. Gezogen von der Dampflokomotive 74 850 der Deutschen Bundesbahn, die im Bahnbetriebswerk Worms stationiert war. Die Lokomotive fuhr mit dem Tender voran, also „rückwärts“, was im Regelbetrieb auf Nebenstrecken völlig normal war.

## Unfallhergang
Etwa 60 m vor dem Übergang riefen Fahrgäste dem Busfahrer noch zu, dass der Zug komme. Statt zu bremsen, gab dieser aber Gas. Nach Zeugenaussagen überholte er dazu bereits vor dem Übergang wartende Verkehrsteilnehmer, unter anderem ein Kraftfahrzeug, ein Motorrad und mehrere Fahrräder. Der Tachometer des Busses zeigte nach dem Unfall noch 69 km/h. Die Polizei stellte fest, dass es keine Bremsspuren gab.
Die Geschwindigkeit des Zuges war nicht groß: Dampflokomotiven fuhren relativ langsam an und die vorgesehene Reisegeschwindigkeit des Zuges betrug durchschnittlich etwa 30 km/h. Der Lokomotivführer sah den Bus und leitete eine Schnellbremsung ein, was aber nicht ausreichte, um den Zusammenstoß noch zu verhindern.
Die Lokomotive erfasste den Bus hinter dem Vorderrad und schob ihn 43 m vor sich her, bevor sie zum Stillstand kam. Anschließend war der Bus weitgehend zertrümmert.

## Folgen

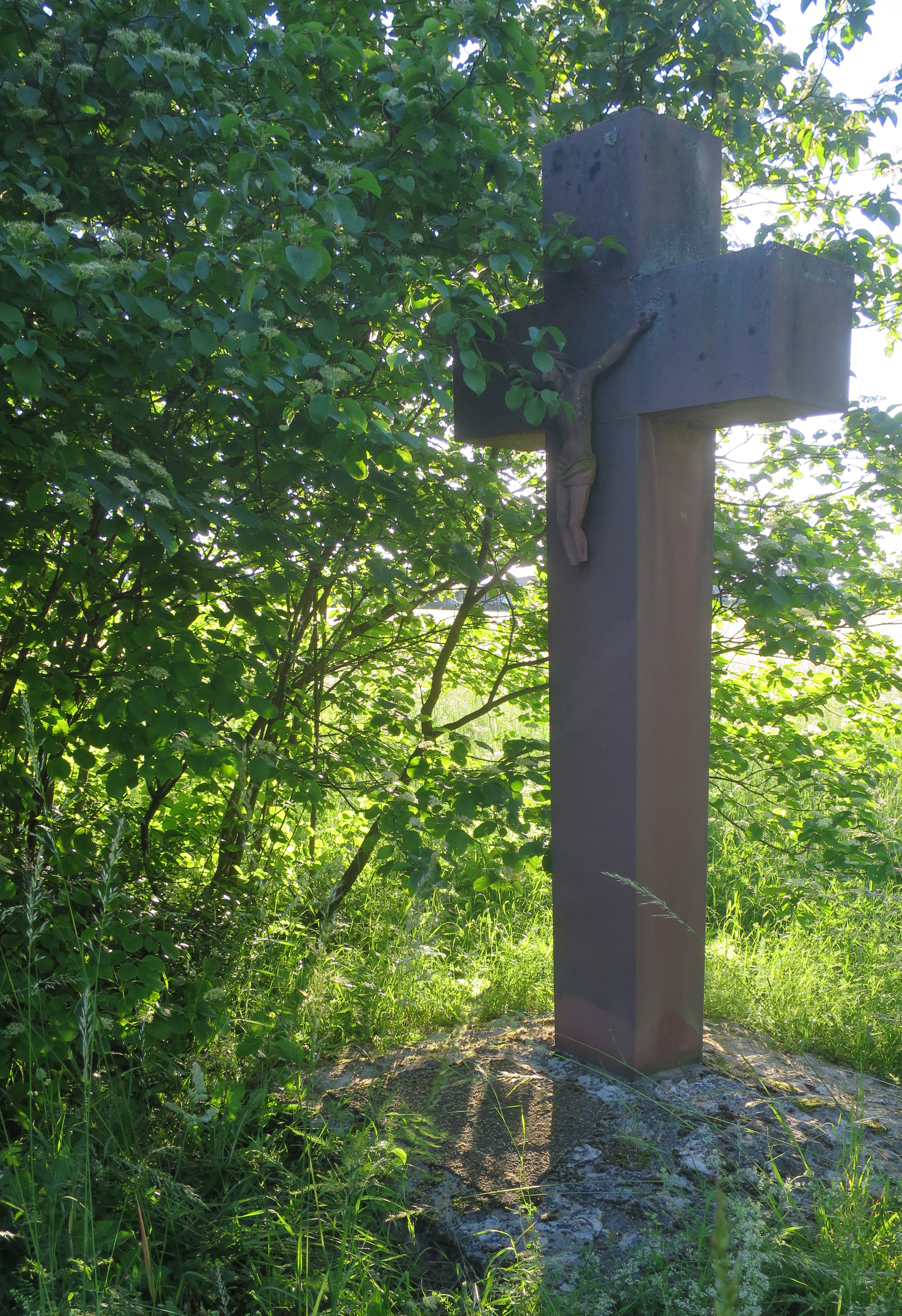
Gedenkkreuz. Zustand vor dem Freischnitt im Sommer 2019

26 Menschen starben, 18 davon noch am Unfallort, fünf wurden darüber hinaus verletzt, darunter auch der Lokführer und der Heizer, die einen Schock erlitten. Die Fahrgäste im Zug blieben alle unverletzt.
Tausende Menschen nahmen an der Trauerfeier teil, darunter auch der rheinland-pfälzische Ministerpräsident Peter Altmeier, Bundespräsident Theodor Heuss sandte ein Kondolenz-Telegramm. Für die Opfer wurde ein eigenes Gräberfeld auf dem Wormser Hauptfriedhof Hochheimer Höhe in Worms-Hochheim eingerichtet.
Noch 1954 errichtete der Heimatverein 1953 Abenheim e. V. ein Holzkreuz an der Unfallstelle, das 1960 durch ein steinernes Kreuz mit Kruzifix ersetzt wurde und das 1986 nochmals durch ein größeres ersetzt wurde. Als der ursprüngliche Standort dem Bau der Überführung der Kreisstraße über den Autobahnzubringer im Weg stand, wurde es an seinen heutigen Standort in der Nähe des Unfallortes versetzt. Das Denkmal wurde – wohl im Hinblick auf den 65. Jahrestag des Unfalls – im Sommer 2019 von üppigem Bewuchs freigeschnitten. Die heute nur noch schwer lesbare Inschrift lautet:

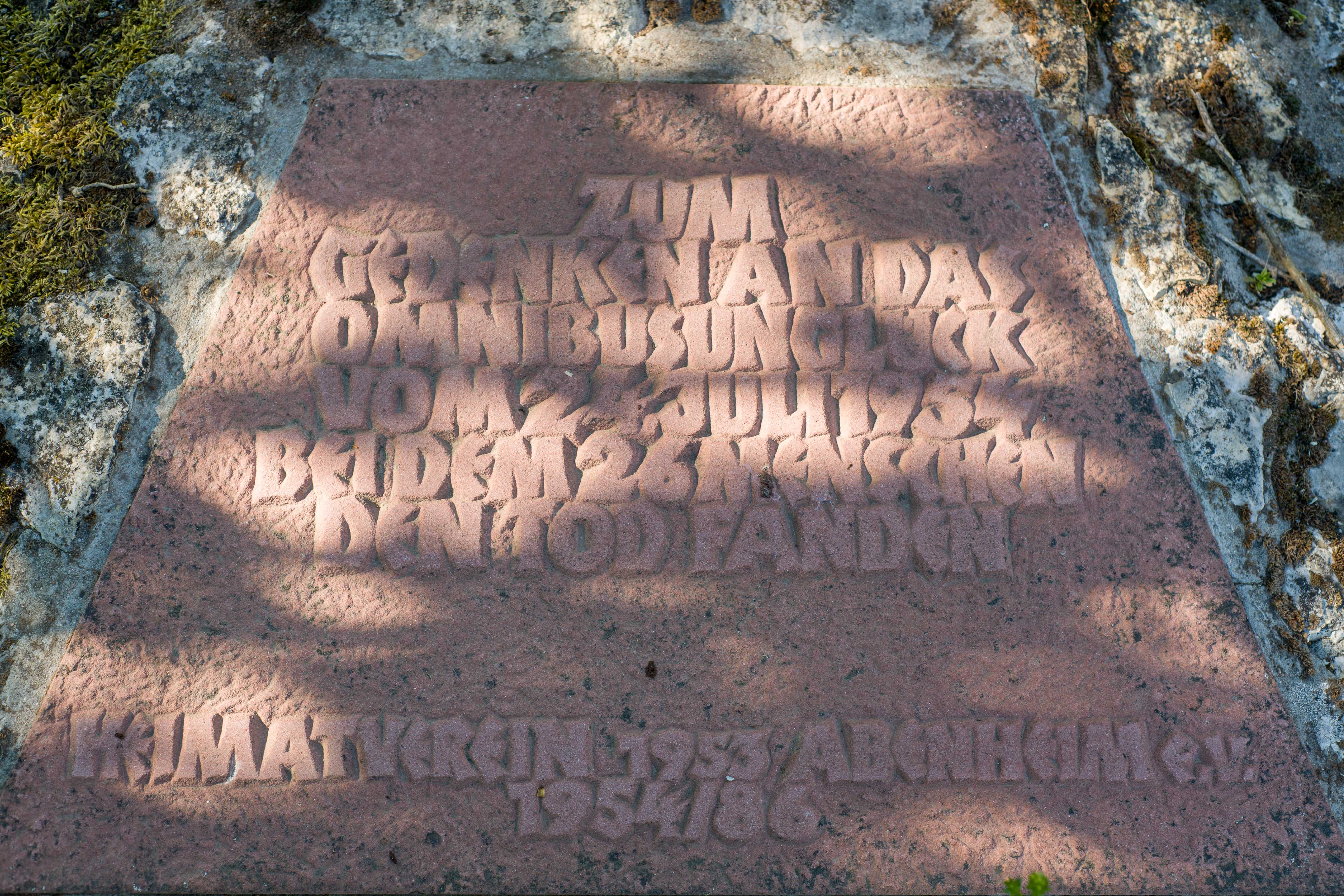
Tafel zum Gedenken an den Unfall, Aufnahme 29. April 2022

„Zum Gedenken an das Omnibusunglück vom 24. Juli 1954, bei dem 26 Menschen den Tod fanden. Heimatverein 1953 Abenheim e. V. 1954/1986“

## Ähnliche Unfälle
Es gab eine Reihe weiterer schwerer Kollisionen zwischen Bussen und Zügen mit zahlreichen Toten. Siehe dazu:
- Eisenbahnunfall von Herrsching (1951)
- Eisenbahnunfall von Kenn (1951)
- Busunfall von Lauffen (1959)
- Busunglück von Heimenkirch (1966)
- Eisenbahnunfall von München-Allach (1975)
- Eisenbahnunfall von Pfäffikon ZH (1982)
- Eisenbahnunfall von Manfalut (2012)

## Weitere Rezeption
Der Eisenbahnunfall ist das zentrale Ereignis einer Graphic Novel die von Nina Beier im Rahmen einer Bachelorarbeit entwickelt wurde und in ihrer Masterarbeit detailliert ausgestaltet werden soll.